# Ямойтіус
Ямойтіус (Jamoytius kerwoodi) — викопний вид безщелепних риб, що мешкав на початку силурійського періоду. Наразі це найдавніші знахідки хребетних на території Європи. Вид описаний на основі двох зразків, що знайдені на території Шотландії.

## Опис
Тварина мала вугреподібне тіло, до 30 см завдовжки. По боках, вздовж тіла розміщувались два парних плавці, що робило рибу хорошим плавуном. Риба мала круглий рот, але не виявлено ознак зубів. Ямойтіус, швидше за все, був фільтратором, що живився планктоном або детритом. Ця риба мала хрящовий хребет та зяброву кришку. Це також найдавніший хребетний з очними ямами. У виду знайдені примітивна, слабомінералізована луска.